# Thurgood Marshall
Thurgood Marshall (Baltimore, 2 juli 1908 - Bethesda (Maryland), 24 januari 1993) was een Amerikaanse burgerrechtenadvocaat en de eerste Afro-Amerikaanse rechter van het Amerikaanse Hooggerechtshof. In de 24 jaar (1967-1991) dat hij Hooggerechtshofrechter was, stond Marshall bekend als liberale voorvechter van burgerrechten en de rechten van het individu (waaronder de rechten van verdachten en het recht op abortus) en als tegenstander van de doodstraf.

## Levensloop
Thurgood Marshall was de achterkleinzoon van een slaaf. Zijn voornaam was Thoroughgood maar al in de 2e klas begon hij zijn naam te verkorten naar Thurgood. Hij studeerde eerst aan Lincoln University en wilde vervolgens rechten studeren aan de law school van de Universiteit van Maryland, maar werd geweigerd wegens het rassensegregatiebeleid van deze universiteit. Marshall ging daarom rechten studeren aan de Afro-Amerikaanse universiteit Howard University in Washington, D.C. Hij studeerde af in 1933 als beste van zijn jaar.
Marshall ging werken als advocaat in zijn geboortestad Baltimore en won in 1936 zijn eerste grote burgerrechtenzaak, Murray v. Pearson, waarmee hij met succes het rassensegregatiebeleid van de Universiteit van Maryland, de universiteit die hem eerder had geweigerd, aanvocht. Hij won zijn eerste zaak voor het Hooggerechtshof, Chambers vs. Florida, in 1940 en werd datzelfde jaar benoemd tot hoofdadvocaat van de nationale burgerrechtenorganisatie NAACP. Vervolgens wist hij een serie successen te behalen met zaken bij het Hooggerechtshof die het rassensegregatiebeleid aanvochten. Hij won 29 van zijn 32 zaken bij het Hooggerechtshof. Een van zijn beroemdste zaken als advocaat was Brown v. Board of Education of Topeka (1954) waarbij het Hooggerechtshof het separate but equal-rassensegregatiebeleid in het openbaar onderwijs ongrondwettelijk verklaarde. In 1956 won hij Browder v. Gayle waarbij het gesegregreerde busvervoerbeleid van de openbare scholen in Montgomery (Alabama) ongrondwettig werd verklaard. Ook verdedigde hij de Groveland Boys, vier jonge zwarten die werden verdacht van diefstal van een auto en misbruik van een jonge vrouw die zich daarin bevond. De gemoederen in Florida raakten verhit, maar Marshall wist ondanks herhaalde bedreigingen de zaak voor het federale Hooggerechtshof te brengen.
In 1961 werd Marshall door president John F. Kennedy benoemd tot rechter in het Hof van Beroep voor het 2e circuit. Een aantal pro-segregatiesenatoren, geleid door James Eastland, probeerde zijn benoeming vruchteloos tegen te houden. Marshall werd in 1965 door president Lyndon B. Johnson benoemd tot United States Solicitor General (federale hoofdpleiter), en op 13 juni 1967 benoemde president Johnson hem tot rechter in het Hooggerechtshof. Dit was volgens Johnson "the right thing to do, the right time to do it, the right man and the right place" ("het juiste om te doen, op het juiste tijdstip, de juiste man en de juiste plek").
Hij was twee keer getrouwd, met Vivian Burey van 1929 tot haar dood in 1955 en vervolgens met Cecilia Suyat van 1955 tot zijn eigen dood in 1993. Hij had twee zonen uit het tweede huwelijk. Thurgood Marshall, Jr. was assistent van president Bill Clinton en John W. Marshall is voormalig directeur van de federale politiedienst United States Marshals Service.
Marshall bleef lid van het Hooggerechtshof tot 1991. In dat jaar werd hij geëerd met de Freedom Medal. Ook kreeg hij in 1992 de Liberty Medal, een jaarlijkse prijs van het federale grondwetsmuseum National Constitution Center. Hij stierf een jaar later, op 84-jarige leeftijd, en werd begraven op Arlington National Cemetery. Marshall liet zijn archief na aan de Library of Congress, dat het volledig openbaar gemaakt heeft.
In 2005 werd de luchthaven Baltimore-Washington International hernoemd in Baltimore-Washington International Thurgood Marshall Airport. In Washington is het hoofdkantoorgebouw van het federale rechtssysteem naar Marshall vernoemd, en in het atrium van dit gebouw staat een standbeeld van hem. Het parlement van Puerto Rico reikt sinds 1993 een jaarlijkse Thurgood Marshall Award uit aan de beste rechtenstudent van Puerto Rico.

## Onderscheidingen
1991: Four Freedoms Award Freedom Medal